# اتفاقية شراكة الاقتصاد الرقمي
اتفاقية شراكة الاقتصاد الرقمي (بالإنجليزية: Digital Economy Partnership Agreement، وتعرف اختصارًا: DEPA) تمثل نوعًا جديدًا من اتفاقيات التجارة لتسهيل التجارة الرقمية وإنشاء إطار للاقتصاد الرقمي، وقد ولدت من منطلق المصلحة المشتركة لكل من دول وحكومات: تشيلي ونيوزيلندا وسنغافورة. اتفاقية شراكة الاقتصاد الرقمي هي أول اتفاقية شراكة اقتصادية أبرمتها سنغافورة. كما أنها أول اتفاقية من نوعها تضع مناهج وتعاونات جديدة في قضايا التجارة الرقمية، وتعزز قابلية التشغيل البيني بين الأنظمة المختلفة وتتصدى للقضايا الجديدة التي أحدثتها الرقمنة.
الهدف الرئيسي من الاتفاقية هو وضع القواعد الأساسية للترويج لهذه البلدان كمنصات للاقتصاد الرقمي. وهذا لا يشمل فقط وجود إطار عمل ودود للشركات، حيث يمكنهم تصدير خدماتهم ومنتجاتهم الرقمية، ولكن أيضًا استكشاف مواضيع جديدة في السياق التكنولوجي يخدم المجتمع بشكل عام من خلال التنمية الاقتصادية الشاملة. تم التوقيع على الاتفاقية فعليًا في 12 يونيو 2020م.